# 塞亞德·薩利霍維奇
塞亞德·薩利霍維奇（Sejad Salihović，1984年10月8日—）是波黑的一位足球運動員。他現在效力於德國足球甲級聯賽的霍芬海姆足球俱樂部。在場上司職中場。他也代表波黑國家足球隊參加足球賽事。2007年10月17日，他首次代表波黑國家隊參加比賽。2009年9月9日，他打入了自己在國家隊的首個進球。他也代表波黑參加了2014年世界杯的比賽。